# 153 (število)
153 (stó tríinpétdeset) je naravno število, za katero velja 153 = 152 + 1 = 154 - 1.

## V matematiki
- trikotniško število {\displaystyle 153=17(17+1)/2\,\!}.
- sedmo Friedmanovo število {\displaystyle 153=3\cdot 51\,\!}.
- deveto šestkotniško število {\displaystyle 153=9(2\cdot 9-1)\,\!}.
- 153 = 1! + 2! + 3! + 4! + 5!.
- {\displaystyle 153=1^{3}+5^{3}+3^{3}\,\!}.
- Harshadovo število.

## V Svetem pismu
- Jn 21,1-14 opisuje zgodbo o Čudežnem ulovu 153 rib, kjer je po razlagah 153 simbolično število in predstavlja vse "ulovljene" narode oziroma vesoljnost evangelizacije.
- Psalm 153, psalm iz Pešite (sirijskega Svetega pisma)

## V literaturi
- Sonet 153, William Shakespeare

## Koledar
- 2. junij, 153. dan leta

## Leta
- 153 pr. n. št.
- 153, 1153, 2153